# Limberg Gutiérrez
Limberg Gutiérrez Mariscal (Santa Cruz de la Sierra, 19 de novembro de [[1977]) é um ex-futebolista boliviano que atuava como meia.

## Carreira
Gutierrez integrou a Seleção Boliviana de Futebol na Copa América de 1999.

## Títulos
| Ano  | Clube    | Título               |
| ---- | -------- | -------------------- |
| 1998 | Blooming | Campeonato Boliviano |
| 1999 | Blooming | Campeonato Boliviano |
| 2001 | Nacional | Campeonato Uruguaio  |
| 2004 | Bolívar  | Campeonato Boliviano |
| 2005 | Bolívar  | Campeonato Boliviano |
| 2006 | Bolívar  | Campeonato Boliviano |